# Tercera Enmienda a la Constitución de los Estados Unidos
La Tercera Enmienda a la Constitución de los Estados Unidos es una parte de la Carta de Derechos de los Estados Unidos. Prohíbe el alojamiento de soldados en casas privadas sin el consentimiento del propietario en tiempos de paz. El alojamiento es permisible en tiempos de guerra, pero solamente en acuerdo con la ley. Estados Unidos creó esta ley para evitar una repetición del alojamiento de soldados en casas privadas como había ocurrido en la América Colonial por el ejército británico bajo la Ley del Alojamiento antes de la Guerra de la Independencia (19 de abril de 1775).

## Texto
Ningún militar será, en tiempo de paz alojado en casa alguna, sin el consentimiento del propietario, ni tampoco en tiempo de guerra, como no sea en la forma que prescriba la ley.

## Jurisprudencia
Hay solo un caso en el cual la Tercera Enmienda fue usada por un tribunal federal, en Engblom v. Carey, fallado por el Segundo Circuito de Cortes de Apelaciones en 1982. En 1979, oficiales de cárceles en Nueva York fueron a la huelga y fueron desahuciados de sus residencias en las instalaciones de prisión, las cuales fueron reasignadas a la Guardia Nacional y a raíz de ello, esta sustituyó a los carceleros. Las alegaciones de que la Tercera Enmienda fue infringida fueron rechazadas porque ellos no eran legítimos dueños de las residencias. En su apelación, no obstante, "propietario" fue interpretado en términos más generales. Ya que no había precedentes de la Corte Suprema en la Tercera Enmienda, el Segundo Circuito de Cortes de Apelaciones usó fallos relacionados con la Cuarta Enmienda, porque los dos relacionan a los derechos de privacidad. Nótese que la Corte Suprema ha rechazado nociones en que la protección de la Cuarta Enmienda se extienda solamente a los propietarios, habiendo fallado que "el que quien es dueño o posee legalmente o controla propiedad hará lo más seguro una expectación legítima de privacidad". La Corte de Apelaciones instauró la protección de la Tercera Enmienda a los inquilinos.

## En la Práctica
Durante la Guerra de 1812 y la Guerra Civil, el ejército estadounidense violó la Tercera Enmienda. En los dos, había un estado de hecho de guerra, pero el alojamiento ocurría "en la forma" que no "prescribía la ley".